# Matanui bathytaton
Matanui bathytaton es una especie de pez de la familia Tripterygiidae en el orden de los Perciformes.

## Hábitat
Es un pez de mar.